# Scytalopus perijanus
A Scytalopus perijanus a madarak osztályának verébalakúak (Passeriformes) rendjébe és a fedettcsőrűfélék (Rhinocryptidae) családjába tartozó faj.

## Rendszerezése
A fajt Jorge Enrique Avendaño, Andrés M. Cuervo, Juan Pablo López, Natalia Gutiérrez Pinto, Alexander Cortés Diago & Carlos Daniel Cadena írta le 2015-ben.

## Előfordulása
Kolumbia és Venezuela területén honos. Természetes élőhelyeik szubtrópusi és trópusi hegyi esőerdők és magaslati cserjések, valamint ültetvények és másodlagos erdők. Állandó, nem vonuló faj.

## Megjelenése
Testhossza 10-12 centiméter.

## Természetvédelmi helyzete
Az elterjedési területe kicsi, egyedszáma 10000-19999 példány közötti és csökken. A Természetvédelmi Világszövetség Vörös listáján mérsékelten fenyegetett fajként szerepel.